# BRFfonden
BRFfonden er en dansk erhvervsdrivende fond, der har til formål at drive realkreditvirksomhed. BRFfonden ejede i 2023 28,1 % af aktierne i Jyske Bank igennem datterselskabet BRFholding A/S.

## Historie
Byggeriets Realkreditfond blev grundlagt i 1959 som en selvejende institution. I 1975 fusionerede BRFfonden med Husejernes Kreditkasse. I 1989 foretog BRFfonden en større omstrukturering, hvor realkreditaktiviteten blev overdraget til det nystiftede datterselskab BRFkredit A/S. I 1989 blev BRFfonden oprettet som en erhvervsdrivende fond. I 2014 fusionerede BRFkredit med Jyske Bank. Ved fusionen fik BRFfonden tildelt en ejerandel på 25 % i Jyske Bank, hvorved BRFfonden blev den største aktionær i banken. Til gengæld opnåede Jyske Bank status af eneaktionær i datterselskabet BRFkredit A/S (senere Jyske Realkredit).